# Urubamba (provincie)
Urubamba je jednou ze třinácti provincií departementu Cuzco ve vnitrozemí Peru. Na území o rozloze 1439,43 km² žije přibližně 61 tisíc obyvatel. Správním sídlem je stejnojmenné město Urubamba. 

## Geografie
Urubamba sousedí se čtyřmi provinciemi Anta, Calca, Cuzco a La Convención. Člení se na sedm nižších celků Chinchero, Huayllabamba, Machupicchu, Maras, Ollantaytambo, Urubamba a Yucay. 
Povrch provincie je velmi hornatý. Nejvyšší nadmořské výšky dosahuje na západě horou Salcantay s 6271 metry nad mořem. Více než desítka vrcholů přesahuje 5000 metrů a většina z nich je zaledněna. Nejnižší místo je v údolí řeky Urubamba (1400 m) – rovněž na západě, kde řeka opouští území provincie. V jihovýchodní části území, kde je výšková členitost menší, je soustředěno osídlení – sídla Urubamba, Maras, Urquillos a Chinchero. 
Provincií protéká od jihovýchodu k severozápadu řeka Urubamba. Na území provincie přibírá zprava toky Patacancha, Tancacc, Richuelo Alcamayo. Největší jezero je Laguna Piuray na jihovýchodě. Na území zasahuje zčásti jezero Huaypo.
Na západě území provincie se nachází ruiny předkolumbovského inckého kultovního města Machu Picchu a turisticky proslulé městečko Aguas Calientes.

## Doprava
Aguas Calientes leží na železnici spojující město Urubamba s Intihuatanou. Přes železniční uzel Pachar je propojeno s Antou a hlavním městem departementu Cuzcem. Silniční síť je významněji rozvinuta pouze v jihovýchodní části – PE-28B, PE-28F, CU-106, CU-110 a CU-111. V západní části je pouze silnice CU-107 vedoucí do Intihuatany, kde navazuje na zmíněnou železnici.
Západně od města Chinchero je ve výstavbě letiště Chinchero, které má nahradit letiště v Cuzcu.

## Chráněná území
Některé části území provincie jsou chráněny v Santuario Histórico de Machupicchu. Část území spadá do Posvátného údolí Inků (Valle Sagrado de los Incas).